# Höhlenklettern
Das Höhlenklettern dient der Fortbewegung in einer Höhle. Es handelt sich um eine sehr spezialisierte Art des Kletterns, was sich in angepasster Materialverwendung und Technikeinsatz im Vergleich zu anderen Kletterarten niederschlägt. Häufig ist das Höhlenklettern mit dem Zweck der Höhlenerforschung (Speläologie) verbunden.
Klettern ist in der Höhlenforschung Mittel zum Zweck, um sonst nicht erreichbare Höhlenteile zu erreichen. 
Siehe hierzu auch
- Höhlenwandern
- Einseiltechnik